# Chilatherina sentaniensis
The sentani rainbowfish (Chilatherina sentaniensis) là một loài cá thuộc họ Melanotaeniidae. Nó là loài đặc hữu của West Papua in Indonesia. Môi trường sống tự nhiên của chúng là a freshwater lake called Lake Sentani.